# Oquitoa
Oquitoa är en kommunhuvudort i Mexiko.   Den ligger i kommunen Oquitoa och delstaten Sonora, i den nordvästra delen av landet, 1 800 km nordväst om huvudstaden Mexico City. Oquitoa ligger 478 meter över havet och antalet invånare är 443.
Terrängen runt Oquitoa är huvudsakligen platt, men åt sydost är den kuperad.  Trakten runt Oquitoa är nära nog obefolkad, med mindre än två invånare per kvadratkilometer. Närmaste större samhälle är Altar, 10,1 km väster om Oquitoa. Omgivningarna runt Oquitoa är i huvudsak ett öppet busklandskap.